# (782) Монтефиоре
(782) Монтефиоре (лат. Montefiore) — небольшой астероид главного пояса, принадлежащий к светлому спектральному классу S. Он был обнаружен 18 марта 1914 года австрийским астрономом Иоганном Пализой в Венской обсерватории и назван в честь Артура Монтефиоре экспедиции Джексона — Хармсворта.

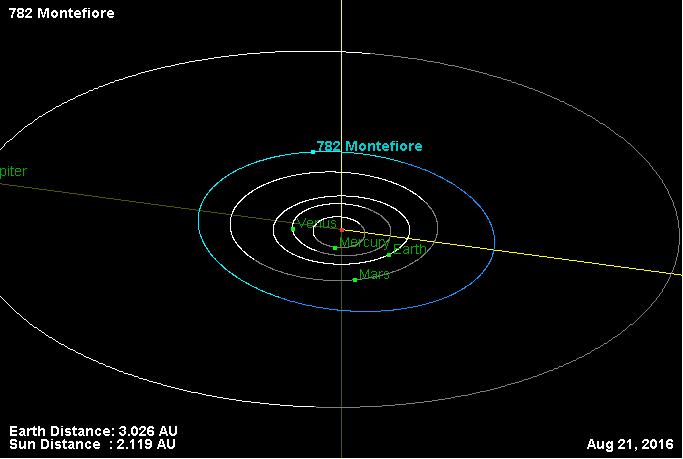
Орбита астероида Монтефиоре и его положение в Солнечной системе.